# Bar La Muerte
Bar La Muerte è stata un'etichetta italiana fondata nel 1999 da Bruno Dorella. L'etichetta fu famosa per la contaminazione tra rumorismo, avanguardia, rock e cantautorato.

## Storia
L'etichetta nasce sul finire degli anni '90, dopo l'uscita di Bruno Dorella dai Wolfango di cui era il batterista. Dorella inizia così un percorso di produzione di gruppi accomunati da un'attitudine Do It Yourself, riuscendo ad aprire a queste realtà una finestra nell'underground nazionale ed internazionale..
Fin dai primi passi, l'etichetta gettò così le basi con i nomi che la resero poi famosa: la pubblicazione di Et Sise delle Allun, che sancì il legame con Stefania Pedretti con cui lo stesso Dorella fonderà poi gli OvO, lo sperimentalismo dei R.U.N.I., che fin da subito vengono pubblicati dall'etichetta in uno split album assieme a Bugo dal titolo La pianta movente. Ma fu proprio grazie alla scoperta di quest'ultimo, che l'etichetta collezionò il maggior numero di vendite, producendo gli album ed i singoli che precedettero il passaggio dell'artista alla Universal Music Group: Questione d'eternità (7", 1999), La prima gratta (album in collaborazione con Snowdonia Dischi,1999), Sentimento westernato (2001), Ne vale la pena? (di cui l'etichetta pubblicò anche un formato video, 2002).
Dal 2004 assieme a Tagomago, Boring Machines, Disorder Drama, Fooltribe e Fratto9 Under the Sky organizzano il Tagofest, festival delle etichette indipendenti che si svolge a Marina di Massa, a cui partecipano un centinaio di etichette italiane e non.
Il 12 gennaio del 2012 Bruno Dorella chiude Bar La Muerte, sostenendo che "il lavoro di discografico è cambiato troppo, ha pochissima valenza politica ed è tutto sul web".

## Alcuni artisti
- Bugo
- R.U.N.I.
- OvO
- Allun
- Rollerball
- Ronin
- Pin Pin Sugar
- Claudio Rocchetti
- KK Null
- Motorama
- Daniele Brusaschetto
- Bron Y Aur
- Cock E.S.P.
- Fuzz Orchestra
- Almandino Quite Deluxe
- Bologna Violenta
- Plasma Expander
- Jealousy Party
- Mark Hamn
- Nadja
- Christian Rainer
- Le Singe Blanc
- Zeus!